# 교향곡 2번 (브람스)
《교향곡 2번 라장조 작품 번호 73》은 요하네스 브람스가 1877년 여름에 작곡한 두 번째 교향곡이다. 1악장에 드러난 목가풍의 분위기로 루트비히 판 베토벤의 교향곡 6번에 빗대서 '브람스의 전원 교향곡'이라고도 불린다.

## 초연
1877년 12월 30일 비엔나 필하모닉 오케스트라에 의해 초연되었다. 이 초연은 대성공이었으며, 앙코르로 제3악장이 연주되었다.

## 악기 편성
브람스의 교향곡들 가운데 유일하게 튜바가 들어가 있다.
- 목관악기: 플루트2, 오보에2, 클라리넷2, 바순2
- 금관악기: 호른4, 트럼펫2, 트롬본3, 튜바
- 타악기: 팀파니
- 현악 5부

## 악장 구성
- 1악장 Allegro non troppo
  - 라장조.
- 2악장 Adagio non troppo - L'istesso tempo, ma grazioso
  - 나장조.
- 3악장 Allegretto grazioso (Quasi andantino) - Presto ma non assai - Tempo I
  - 사장조.
- 4악장 Allegro con spirito
  - 라장조.

## 동일 소재 음악
- 베토벤 교향곡 6번 : 루트비히 판 베토벤의 6번째 교향곡.

## 같이 보기
- 교향곡 6번 (베토벤)